# Золотоголовый цветной трупиал
Золотоголовый цветной трупиал (лат. Icterus auricapillus) — вид воробьиных птиц из семейства трупиаловых.

## Распространение
Обитают в восточной части Панамы, Колумбии и Венесуэле. Живут на влажных опушках, в прибрежных лесах, на пастбищах с деревьями и обрабатываемых землях.

## Описание
Длина тела 18 см. Самцы весят в среднем 33,1 г, а самки 32 г. Темя, задняя часть шеи и боковые поверхности головы птицы оранжево-красные, а лоб, области вокруг глаз, горло и грудка чёрные.

## Биология
Питаются насекомыми и другими членистоногими, фруктами и нектаром. Посещают деревья Erythrina poepiggiana во время их цветения.

## Охранный статус
МСОП присвоил виду охранный статус LC.